# Wassili Markelowitsch Pronin
Wassili Markelowitsch Pronin (russisch Василий Маркелович Пронин; * 24. Juli 1905 im Dorf Kobelewo, Gouvernement Tula; † 23. November 1966) war ein russischer Kameramann und Filmregisseur.
1927 begann der ausgebildete Laborant bei Meschrabpom, wo er insbesondere in den frühen 1930er Jahren als Kameramann tätig war. 1941 hatte er sein Debüt als Regisseur bei Mosfilm mit einem Kriegsfilm. Nach dem frühen tadschikischen Film Sohn Tadschikistans (1943) drehte er 1955 mit Saltanat auch den ersten kirgisischen Spielfilm. Zu seinen bekanntesten Filmen gehören die sowjetisch-indische Koproduktion Fahrt über drei Meere (1957) und Kasaki (1961), die beide als Wettbewerbsbeiträge bei den Filmfestspielen von Cannes gezeigt wurden, sowie sein letzter Film Unser Zuhause (1965).
Er arbeitete einige Jahre als filmischer Berater in Rumänien und der DDR. 1955 wurde er als verdienter Künstler der Kirgisischen SSR, 1965 als Volkskünstler der RSFSR ausgezeichnet.

## Filmografie
- 1931: Der Weg ins Leben (Putjowka w schisn)
- 1932: Mjortwy dom
- 1935: Ljubow i nenawist
- 1941: Bojevoi kinosbornik 4 (Teil: Patriot)
- 1943: Syn Tadschikistana
- 1946: Der Sohn des Regiments (Syn polka)
- 1955: Saltanat
- 1957: Fahrt über drei Meere (Choschdenije sa tri morja)
- 1961: Kasaki
- 1965: Unser Zuhause (Nasch dom)